# NGC 4715
NGC 4715 este o liner situată în constelația Părul Berenicei. A fost descoperită în 10 mai 1863 de către Heinrich Louis d'Arrest. Se află la o distanță de 100,87 megaparseci de Pământ.